# Les Bois
Les Bois är en ort och kommun i distriktet Franches-Montagnes i kantonen Jura, Schweiz. Kommunen har 1 252 invånare (2023).